# 取手競輪場
取手競輪場（とりでけいりんじょう）は、茨城県取手市にある競輪場で、施設所有および主な主催は茨城県であるが、取手市も年間1開催主催しており、代替開催を除き、全国の競輪場で唯一複数の施行者により競輪を実施している。通称は楽天ケイドリームスバンク取手改め楽天Kドリームスバンク取手。競技実施はJKA東日本地区本部関東支部。実況は東京電設工業で、担当は特別競輪、記念競輪、FI開催は主に西山栄一、FII開催は主に佐藤聖、美甘伊織が担当している。2019年8月までは相良徹が担当していた。

## 概要
かつては取手競馬場として競馬の開催を行っていたが、昭和20年代の競輪ブームで競馬の開催が不調になったため、競輪場に変更したものであり、1950年2月25日に開設された。旧競馬場のコースは現在の駐車場の形状にその痕跡が残っている。
特別競輪は2001年と2009年に共同通信社杯競輪が（2009年は共同通信社杯秋本番として開催）、2005年に東王座戦、2017年と2022年に読売新聞社杯全日本選抜競輪、2024年に同場としては初開催となるウィナーズカップをそれぞれ開催している。
記念競輪 (GIII) の名称は『取手銀輪王座争奪戦』であったが、2006年より『水戸黄門賞』の名称で開催されている。2014年からは2018年のみ11月に開催されたが、その後はそれ以前よりの開催月だった6月に開催されている。
トータリゼータシステムは日本トーターを採用している。以前は日本ベンダーネットを採用していた。2009年10月16日より重勝式投票にあたるKドリームスの発売が開始された。

### 場内改修
取手競輪場ではホーム側スタンドの老朽化から、バック側スタンドをメインとして使用するためホームとバックの直線入れ替えが検討されていた。2011年3月11日の東日本大震災で施設が被災し、場外発売は6月30日から再開されたが、ホーム側スタンドが特に損傷し本場開催に支障を及ぼしたことから、場内の復旧と共に直線の入れ替え工事を並行して行なうことになり、2011年度内は本場開催を行なわないことになった。
この間に主催の茨城県は取手開催分の代替を松戸競輪場で行なっており、8月24日からのFI開催と9月17日からの記念の2開催は松戸に移して実施した。またKドリームスは松戸での茨城県営による代替開催についても取手競輪分と同じように扱った。
その後バックスタンドの改修に時間がかかることが判明したことから、先にメインスタンドを取り壊し仮設の審判棟を建設することで開催する方針に変更され、2012年10月22日より本場での開催を再開し、記念競輪も11月9日から開催された。
そして2013年9月25日からの開催よりバンクの直線入れ替えが行われ、改装された旧バックスタンドは新メインスタンドとしてリニューアルオープンされた。
2014年4月の本場開催から、本場入場料が無料に変わった（従来は50円だった）。

### 施設命名権
茨城県は2021年12月から新たに施設命名権の募集を行う施設を発表し、取手競輪場も施設命名権の募集の対象となった。その後ケイドリームスが命名権を獲得。2022年4月28日より、バンクの愛称を『楽天ケイドリームスバンク取手』とする事になった。契約は2025年3月31日までであったが、現在も延長されている。

## キャラクター
マスコットキャラクターは2007年より新キャラクター「砦の森のバンク」が登場しており、メインキャラクターはウサギの「バンク」。バンクを合わせ、車番に合わせた9羽のキャラクターが存在する。
それ以前のキャラクターはウサギの「りんたろう」（1997年6月の開設47周年記念競輪でデビュー）と、その弟の「銀りんたろう」（2002年7月の開設52周年記念競輪でデビュー）で、それぞれの孫が登場した。
1. カント（りんたろうのライバルだったヨーロッパチャンピオン「マーク」の孫）
2. ボス（カントの兄弟子[14]）
3. タンク（「銀りんたろう」の孫[15]）
4. チューブ
5. やまおろし
6. バンク（「りんたろう」の孫）
7. チェーン
8. ジャン（女の子。カントとバンクの2人の間で揺れる[16]）
9. ケン

## バンク特徴
1周は400m。直線が短い訳でもなく、カント（走路の傾斜）が然程きつい訳でもないのでクセがなく、選手には走りやすいバンクだと言われている。そのためどの戦法でも戦いやすく、力勝負のレースが多い。
競りは現3 - 4（旧1 - 2）コーナーでは意外とアウト側を走る選手のほうが有利だが、バックストレッチまで縺れれば断然イン側の選手が有利となる。現バック（旧ホーム）側直線には地元選手が知る「秘密の伸びるコース」があり、後方からの強襲を決めると波乱が起きやすかった。
利根川の畔にあるためか、冬場は風が寒さでも強さでも「辛い」と言われており、特に現バック（旧ホーム）では向かい風でバンクが重く感じる選手も多い。しかし他の季節では風の影響は少なく、その点では走りやすい。ただし改修により現バック（旧ホーム）側スタンドなどの施設が撤去されているため、その影響に注意を払う必要がある。
大画面映像装置は現1センターのバック直線側寄りに設置されている。

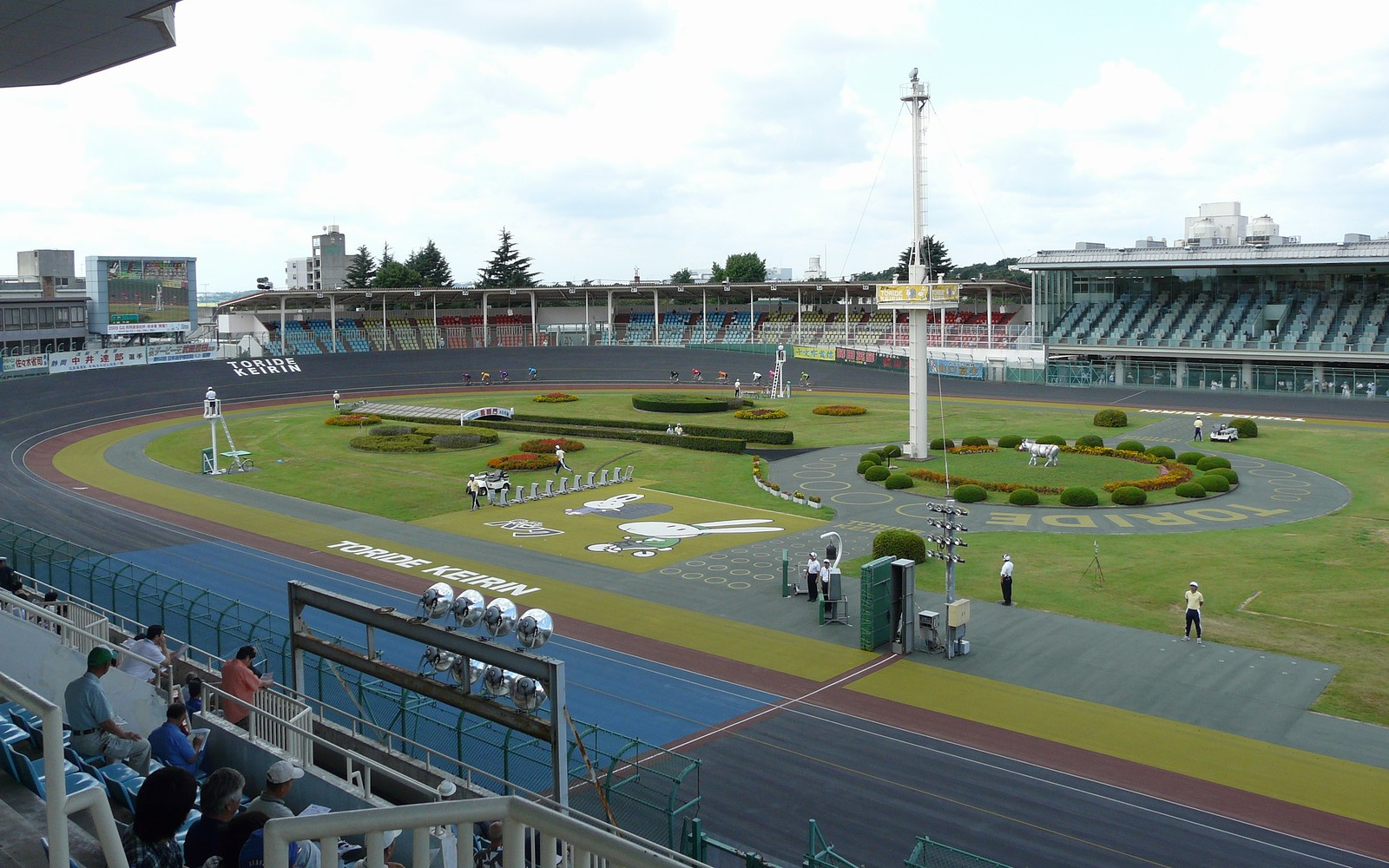
バンク
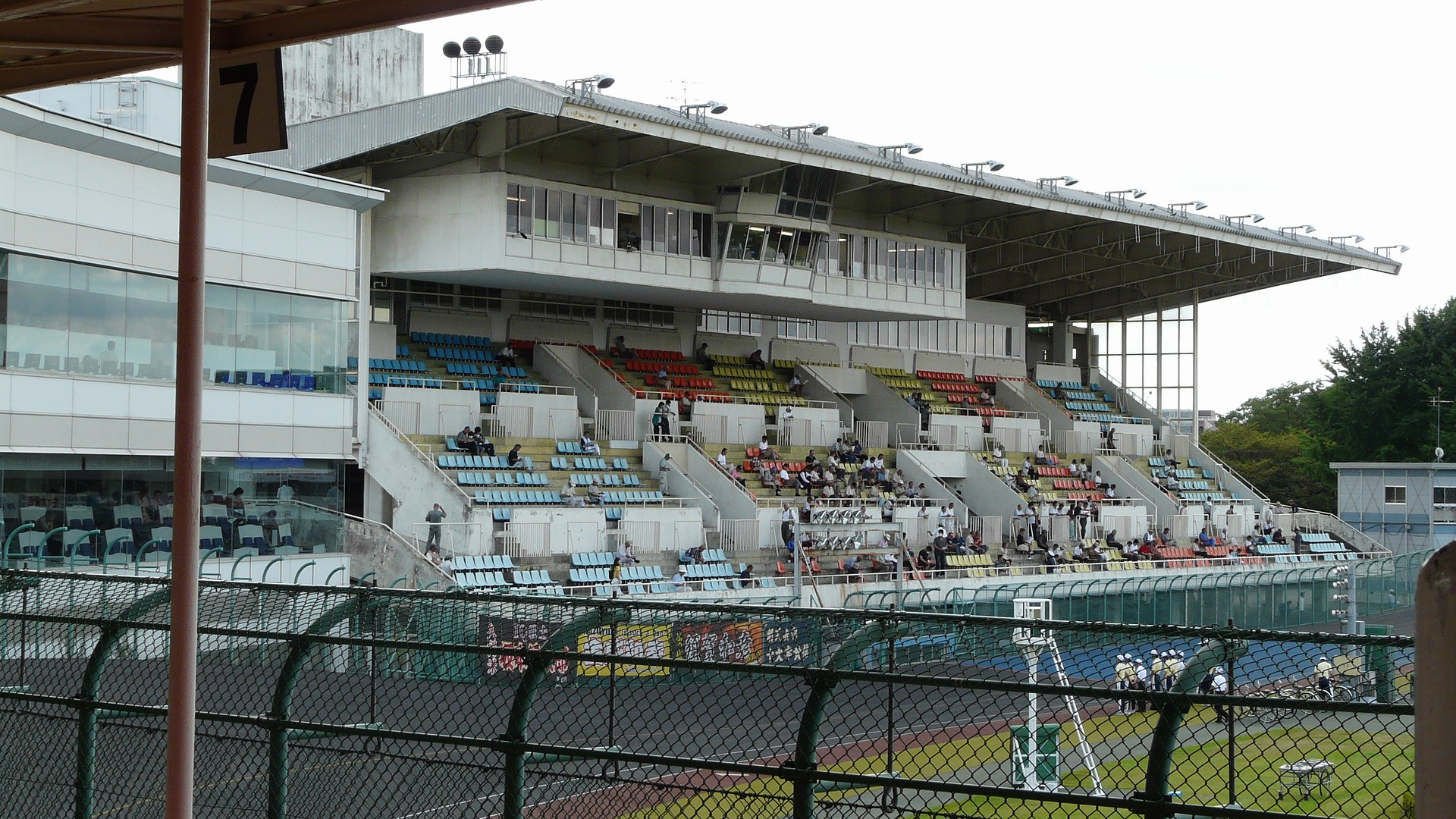
撤去された旧ホーム側スタンド
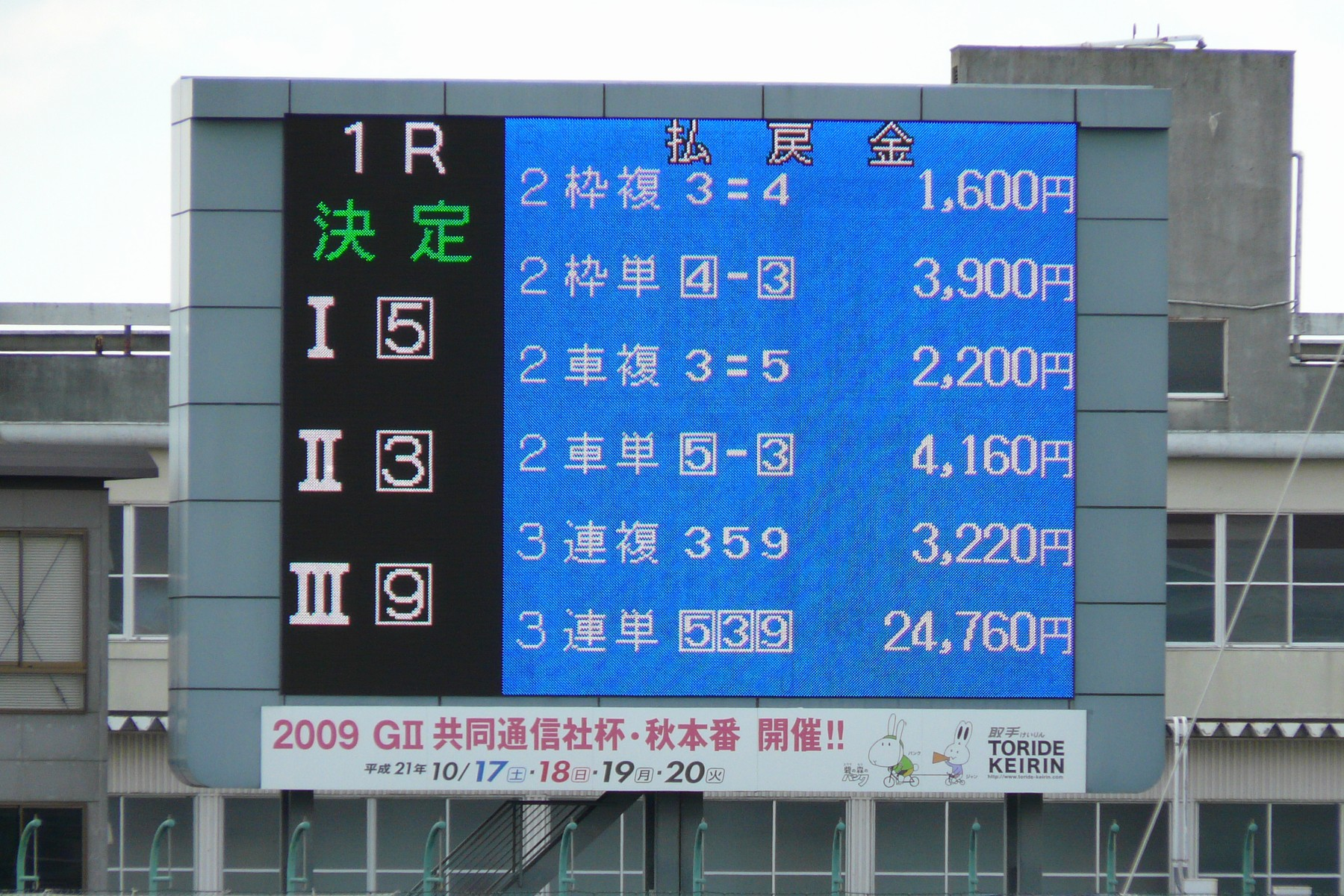
電光掲示板

## 施設
入場口は2センター側に正門があり、このほか4コーナー裏・駐車場に面した外向発売所脇からも入ることができる。取手駅から徒歩経路上にあった1コーナー裏の南門は閉鎖された。
ホーム側直線に面し、メインスタンドがある。1階部分は無料エリアで、2階はガラス張りの特別観覧席となっている。
スタンド前観覧はバンク面の観覧エリアがあるほか、その直上にも屋外観覧席が設けられている。この観覧席は着席での観覧が求められているほか、レース中の入退場は不可となっている。
2センターにも屋外スタンドが設置されている。3コーナー～4コーナー～ゴール線が一般観覧エリアとなっている。
取手競輪場では酒類の持ち込みを禁止しており、場内での販売も行われていない。
敢闘門はバンク内の1センター方向から、地下通路より入場していく形式となっている。

## アクセス
無料送迎バスは関東鉄道が運行している。
- 常磐線（JR東日本）・関東鉄道常総線「取手駅」下車。西口改札口を出て右折、エスカレータを降りて、宇田川ビル跡地（駅前再開発のため現存せず）付近から無料送迎バスが出ている。取手駅西口から競輪場内バス停まで所要時間約5分。
- 取手駅または関東鉄道常総線西取手駅より、いずれも徒歩15分程度。
- 以前はつくばエクスプレス・関東鉄道常総線守谷駅前の常陽銀行守谷支店前からも、戸頭駅経由で無料送迎バスが往復1本運行されていたが、令和6年3月をもって廃止となった[17]。

## 他場との関係
距離的に近い松戸競輪場との間では入場者の奪い合いにならない様に開催日を調整しており、以前は、台風等で開催が順延する以外は松戸競輪場と一緒に本場開催される事はなかった。
これを利用して従業員の共有を行っており、取手競輪場に勤めると自動的に松戸競輪場、更には千葉競輪場でも働く事ができ、ビッグレース開催時にはこれらの競輪場から応援を呼べるため、開催側従業員側双方にメリットがある。
なお松戸競輪場の最寄駅北松戸駅までは、取手駅から常磐緩行線（各駅停車）で23分と比較的近い（ただし、取手駅から運行される常磐緩行線は平日朝夕に数本のみのため、平日日中および土日祝日は常磐快速線で柏駅または我孫子駅 まで行き各駅停車に乗り換える必要がある）。

## 場外車券売場
- サテライトしおさい鹿島（鹿嶋市）
- サテライト水戸（東茨城郡城里町・2015年より立川競輪場主催の立川市と共管）

## 放送
以前は記念競輪以上のビッグレースでは地上波でも放送されていたが、茨城県には県域民放テレビ局がないためチバテレビが撮影や番組制作を行う場合が多かった（画面の上に「CTC」とロゴが入る）。
また1990年代、千葉テレビが開催日の午後10時45分から15分間、レースダイジェストを放送。
CS放送は、SPEEDチャンネルだけでなくEXエンタテイメントで放送されることもあった。

## 歴代記念競輪優勝者
| 年     | 優勝者     | 登録地 |
| ------ | ---------- | ------ |
| 2002年 | 小倉竜二   | 徳島   |
| 2003年 | 濱口高彰   | 岐阜   |
| 2005年 | 三宅伸     | 岡山   |
| 2006年 | 武田豊樹   | 茨城   |
| 2007年 | 佐々木則幸 | 高知   |
| 2008年 | 武田豊樹   | 茨城   |
| 2010年 | 伏見俊昭   | 福島   |
| 2011年 | 岩本俊介   | 千葉   |
| 2012年 | 武田豊樹   | 茨城   |
| 2013年 | 長塚智広   | 茨城   |
| 2014年 | 伊藤保文   | 京都   |
| 2015年 | 渡邉一成   | 福島   |
| 2017年 | 吉澤純平   | 茨城   |
| 2018年 | 山崎賢人   | 長崎   |
| 2019年 | 松浦悠士   | 広島   |
| 2020年 | 郡司浩平   | 神奈川 |
| 2022年 | 吉澤純平   | 茨城   |
| 2024年 | 吉田拓矢   | 茨城   |
| 2025年 | 郡司浩平   | 神奈川 |
| 2026年 |            |        |

※1節4日間制開催となった、2002年4月以降の歴代記念競輪優勝者を列記。

### その他のG3
| 年     | 種別 | 開催名称                       | 優勝者             | 登録地   |
| ------ | ---- | ------------------------------ | ------------------ | -------- |
| 2018年 | G3   | 国際自転車トラック競技支援競輪 | マティエス・ブフリ | オランダ |
| 2026年 | G3   | ワールドサイクリスト支援競輪   |                    |          |

## イベント開催
同じ市内に所在する東京藝術大学の取手キャンパスとの産学連携で「自転車とアートのコラボネーション」を目指した企画を立ち上げ、自転車フェスティバルとアート展示会を併催する「サイクルアートフェスティバル」を年に一度開催している。また、別のイベントとして「取手蛍輪」という有志による自転車発電機を漕ぐことによって電飾を点灯して楽しむイベントも運営されている。